# Can Muscons
Can Muscons és una casa de Vilanova del Camí (Anoia) protegida com a bé cultural d'interès local.

## Descripció
La casa anomenada Can Muscons està situada a prop de la riera de la Vall aprofitant la diferència de nivell existent entre dues feixes.
L'edifici consta de planta semisoterrani, planta baixa i planta primera. La coberta és plana, accessible i transitable amb vistes sobre el poble de Vilanova del Camí, la conca d'Òdena i la serra de Collbàs. Es tracta d'un immoble de planta quadrada (10,60 x 10,60m), en el seu centre geomètric hi ha un cilindre que acull l'escala de forma helicoidal que serveix per comunicar les diferents plantes fins al terrat. La caixa d'escala queda coberta per una cúpula cega al nivell del terrat.
Aquesta casa va ser construïda en diferents fases. La part més antiga segueix el sistema constructiu tradicional a Catalunya a base de crugies de parets de càrrega cobertes amb bigam i en altres zones amb volta.
Els forjats de la planta baixa i pis se suporten mitjançant un embigat de fusta radial recolzat al mur extern i a la caixa d'escala. Entre les bigues hi ha revoltons ceràmics. A la planta pis, sobre l'embigat de fusta radial hi ha llates de fusta que suporten una solera d'obra massissa manual i damunt l'enrajolat ceràmic pres amb morter sec amb els pendents cap a les quatre façanes per possibilitar l'evacuació de l'aigua de la pluja. Un encanyissat clavat directament sota les bigues i enguixat posteriorment feia de fals sostre. En canvi el cobriment de la planta semisoterrani es realitza mitjançant voltes de canó recolzades sobre els murs de càrrega.
La construcció primigènia sembla que tenia com a utilitat principal fer de celler. A la planta baixa es dipositava el raïm per trepitjar-lo i es llençava el most resultant als dos cubs de la planta semisoterrani. La resta de l'espai era l'habitatge del pagès i les bèsties. L'estructura correspondria a la tipologia del mas de dos cossos, pròpia dels segles XIV o XV. Per a la construcció es va emprar pedra de gres, sorra, calç, guix i fusta.
L'any 1863 fou quan Miquel Castelltort i Mateu va emprendre la reforma per convertir el mas en segona residència. Es va aixecar un pis, es va construir l'escala i es van fer les façanes de manera simètrica. En aquesta segona fase constructiva es va emprar materials elaborats i treballats com la ceràmica i la pedra, entre d'altres. L'edifici fou coronat amb un terrat amb balustrada ceràmica.
El conreu de la vinya va patir una important davallada cap al 1887, moment d'arribada de la fil·loxera a l'Anoia, i es van haver de diversificar els sistemes de producció. Van prendre força el bestiar de corral i el conreu de l'horta.
Davant la necessitat d'espai com a magatzem de productes del camp i la poca utilitat que tenia el terrat es va prendre la decisió de cobrir-lo. Es van pujar els murs perimetrals i es va construir una teulada a dues vessants. Per tal de no carregar excessivament l'estructura existent es van construir aquests murs de tancament amb uns arcs que feien més lleugeres les parets.
L'any 1978 es va rehabilitar la casa. La teulada estava malmesa i va decidir desmuntar-la, juntament amb els murs de tancament de les golfes. D'aquesta manera la caixa d'escala quedava novament a la vista al nivell del terrat. Les peces de balustre estaven deteriorades i es van malmetre encara més amb l'enderroc de les arcades. Van ser substituïdes per mur massís.
La casa va recuperar novament les funcions de residència d'estiueig.